# シュテファン・エンドリヒャー

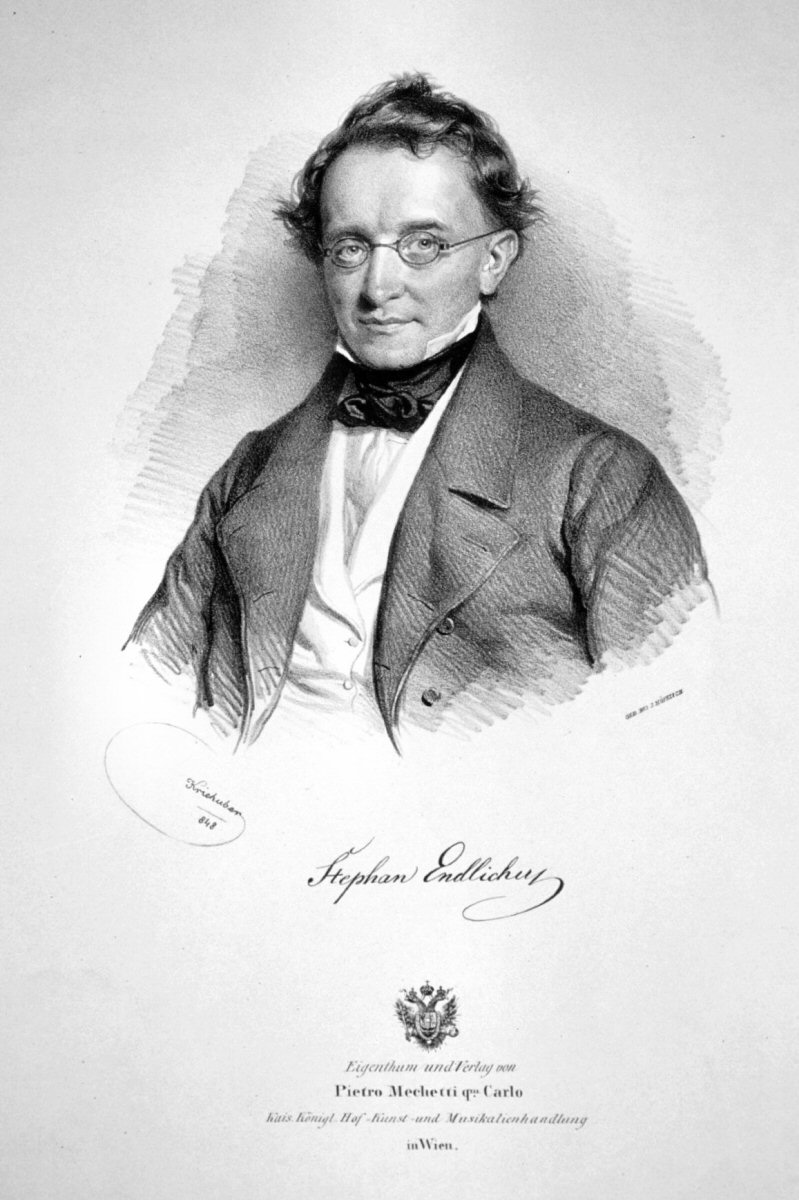
Stephan Ladislaus Endlicher, （Joseph Kriehuberの銅版画 1848）

シュテファン・エンドリヒャー（Stephan Ladislaus Endlicher 別名 István László Endlicher、1804年6月24日 - 1849年3月28日) は、オーストリアの植物学者、歴史学者、中国学者である。ウィーン大学植物園の園長を務めた。

## 生涯
ブラチスラヴァ（現在はスロバキア）に生まれた。神学を学んだ。1828年にオーストリアの写本資料を整理するために国立文書館の仕事についた。同時に博物学とくに植物学や東アジアの言葉を学んだ。
1836年に王室の自然史のキーパーに任じられ、1840年にウィーン大学の教授、植物園長に任じられた。植物学の多くの著作を行った。フランツ・ウンガー（Franz Unger）の『植物学の基礎』（"Grundzüge der Botanik"）に多くの図版を加えて再刊した。オーストリア帝立科学アカデミー（Akademie der Wissenschaften）の設立を主導したが、会長にはヨーゼフ・プラマー・フォン・プルグスタール（Joseph Hammer von Purgstall）男爵が選ばれ、アカデミーの仕事から退いた。蔵書と標本を国に寄付し、10年以上毎週数時間皇帝のサークルで過ごしたが、評議員の地位を受けただけだった。
自由主義者として知られたが、1848年の革命では仲介者として働くことを求められたが、しばらくウィーンを去らざるをえなくなった。1848年にはフランクフルト議会の議員になった。

## 業績
ドイツの科学の歴史や古典の研究に貢献し、ハンガリーの歴史にかんする資料を発掘し、ホフマン・フォン・ファラースレーベン（Hoffmann von Fallersleben）と共著の『マタイの福音書の最古の断片』（"Fragmenta Theotisca Versionis antiquissimae Evangelii Matthae）や（Anonymi Belæ Regis Notarii de Gestis Hungarorum Liber"）や、『無名氏の歴史記述によるハンガリー王ベラ』（"Anonymi Belæ Regis Notarii de Gestis Hungarorum Liber"）などを執筆した。『中国語文法の基礎』（"Anfangsgründe der chinesischen Grammatik (Foundations of Chinese grammar"）なども執筆した。
『帝室の貨幣、骨董品コレクションにみる日本と中国貨幣』（"Verzeichniss der japanesischen und chinesischen Münzen des kaiserlichen Münz- und Antikencabinets"）や『イエズス会宣教師による中国地図』("Atlas von China nach der Aufnahme der Jesuitenmissionäre")はエンドリヒャーの研究の精緻さを示している。
植物学への貢献も顕著で、『植物の種』"Genera Plantarum" (1831-41)で新しい分類法を導入し、『新しい育種理論の基礎』（Grundzüge einer neuen Theorie der Pflanzenerzeugung）や『オーストリア薬局方の薬用植物』（"Die Medicinalpflanzen der österreichischen Pharmakopöe"）などの植物学の著作がある。植物学雑誌『ウイーン自然史博物館年報』（"Annalen des Wiener Museums der Naturgeschichte"）を創刊した。マルティウス（Carl Friedrich Philipp von Martius）と『ブラジルの植物』（"Flora Brasiliensis"）を執筆した。カール・フォン・ヒューゲルやフェルディナント・バウアーが集めた植物をもとにオーストラリアの植物に関する先駆的な著作も行った。
クスノキ科の属、Endlicheriaに献名されている。

## 主な著作
- Flora Brasiliensis
- Genera Plantarum Secundum Ordines Naturales Disposita (1836-50)
- Synopsis Coniferarum (1847)
- Enumeratio plantarum quas in Novae Hollandiae ora austro-occidentali ad fluvium Cygnorum et in sinu Regis Georgii collegit Carolus Liber Baro de Hügel
- Prodromus Florae Norfolkicae (Flora of Norfolk Island), available online at Project Gutenberg ebooks